# نبرد بئر العبد
نبرد بئر العبد (۹ اوت ۱۹۱۶) در جریان مبارزات «جبهه سینا و فلسطین» در جریان جنگ جهانی اول بین نیروهای امپراتوری بریتانیا و امپراتوری عثمانی به وقوع پیوست. این نبرد در صحرای سینا به دنبال پیروزی انگلیس در نبرد رومانه رخ داد. لشکر سوار ANZAC امپراتوری انگلیس، با تیپ ۵ سوارنظام تحت فرماندهی، وظیفه داشت یک نیروی ارتش عثمانی را تعقیب کند. نیروهای گشت انگلیسی موقعیت آنها را در ۸ اوت کشف و لشکر سوار ANZAC روز بعد به مقر آنها حمله کردند. نبرد در اوایل ۹ اوت آغاز شد و سرانجام در اوایل شب فرماندهی نیروهای بریتانیایی به قوای خود دستور عقب‌نشینی داد.

## نگارخانه

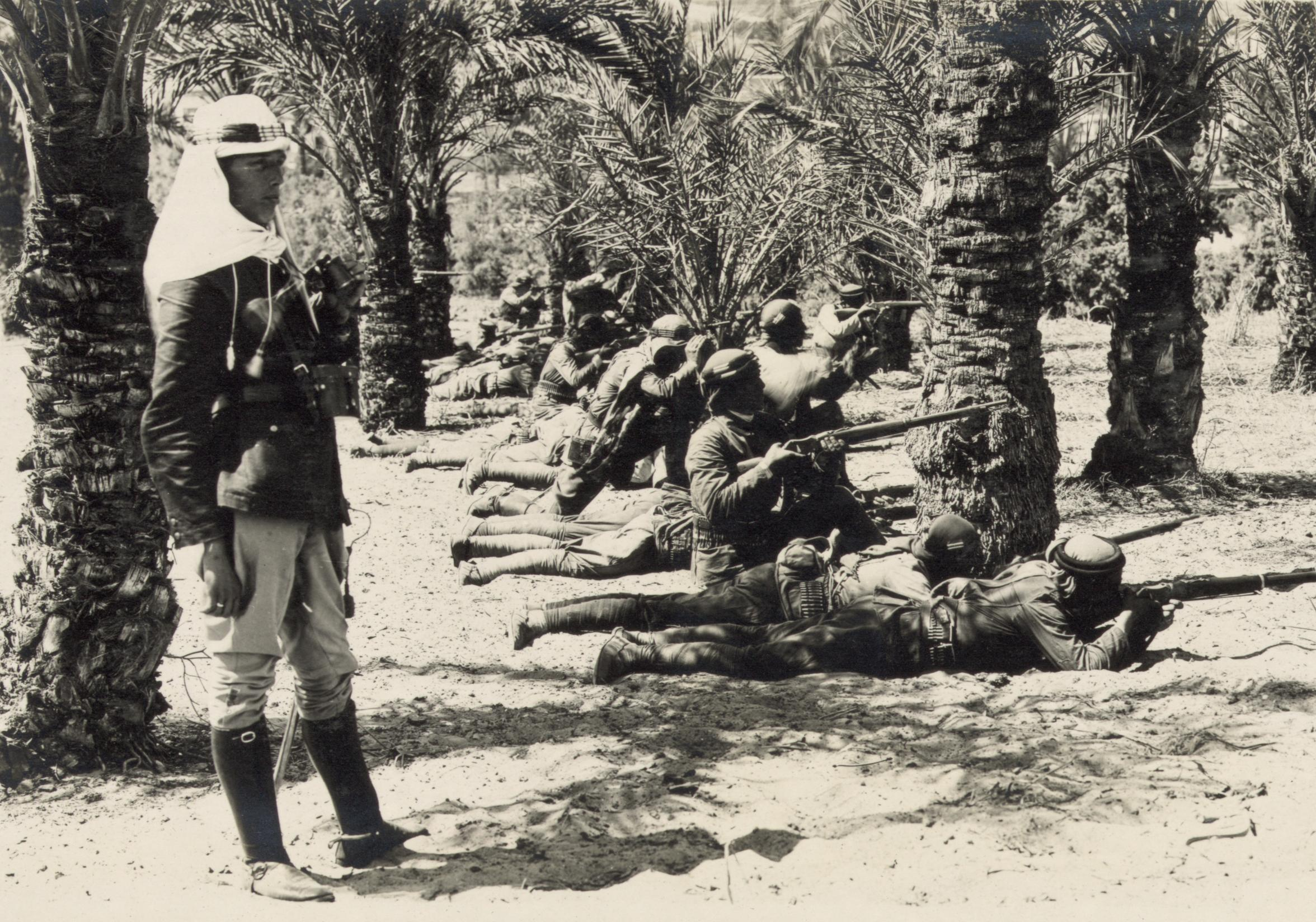
نیروهای عثمانی
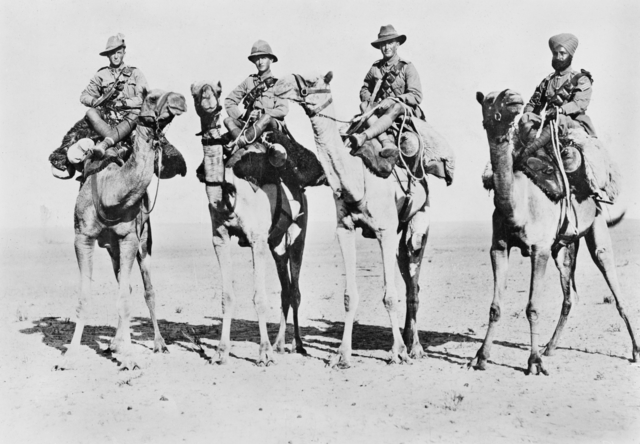
سربازان انگلیس، استرالیا، نیوزلند و هند
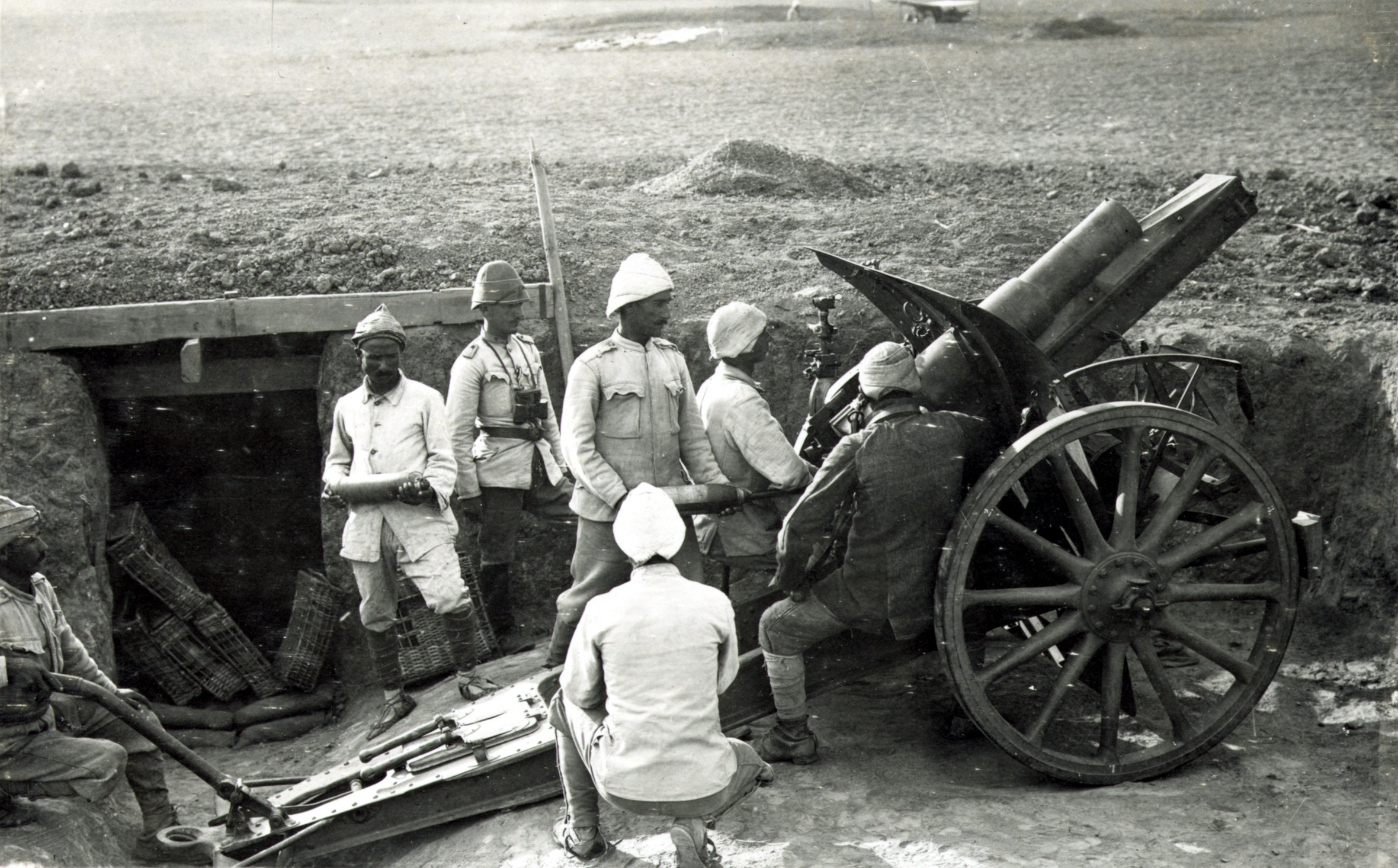
توپخانه عثمانی
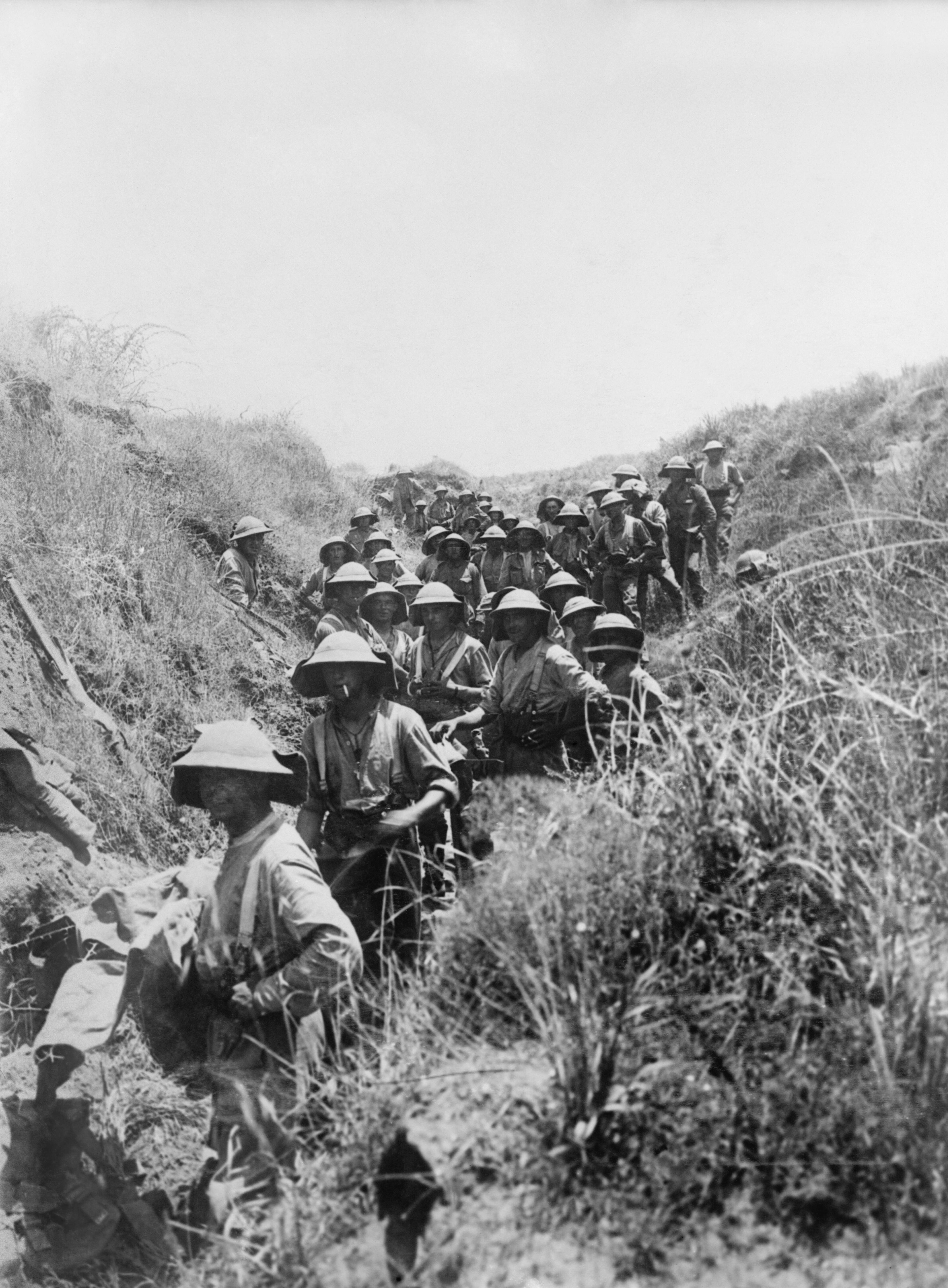
نیروهای بریتانیایی
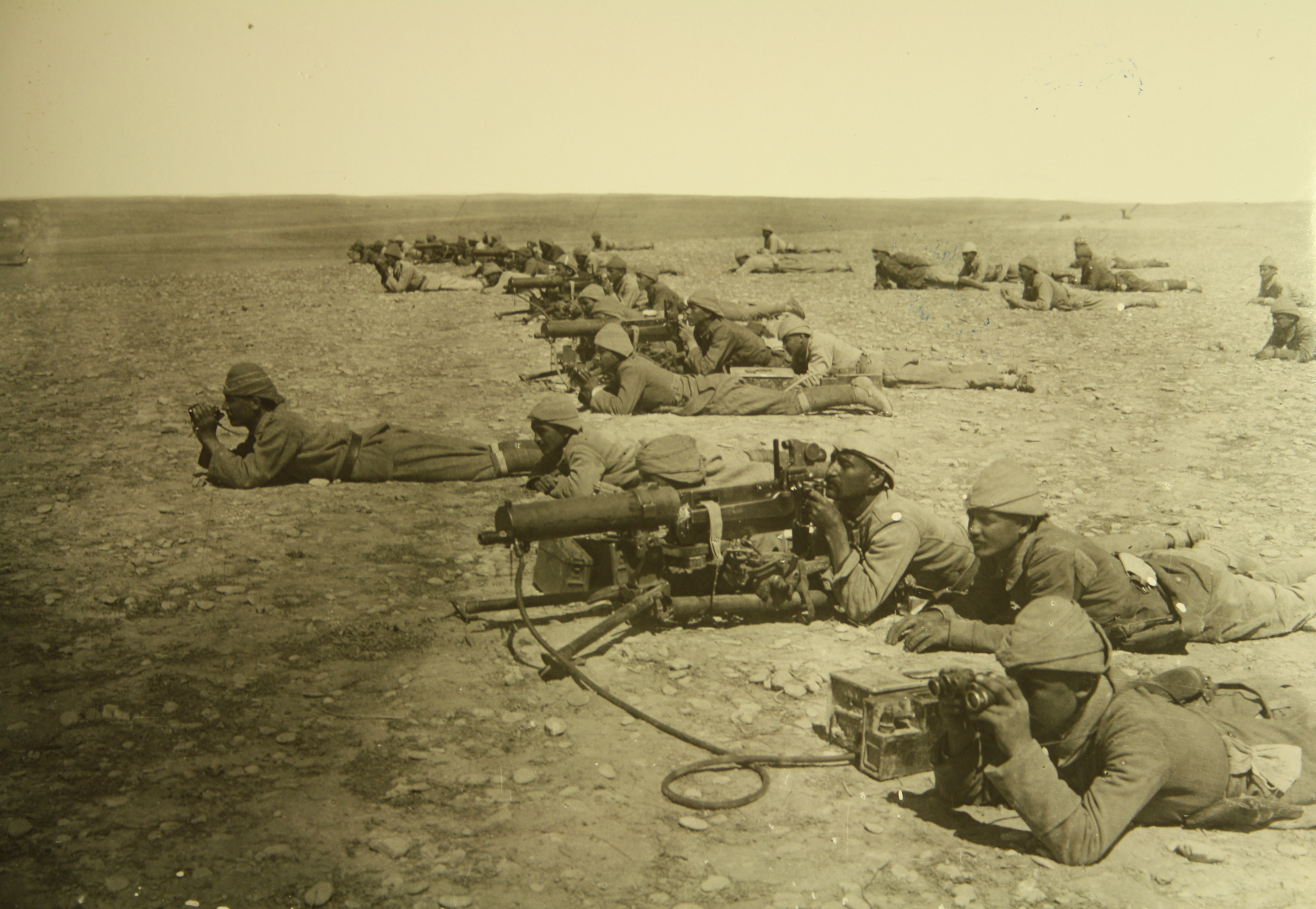
ارتش عثمانی